# Llitera
|  | Per a altres significats, vegeu «Llitera (desambiguació)». |

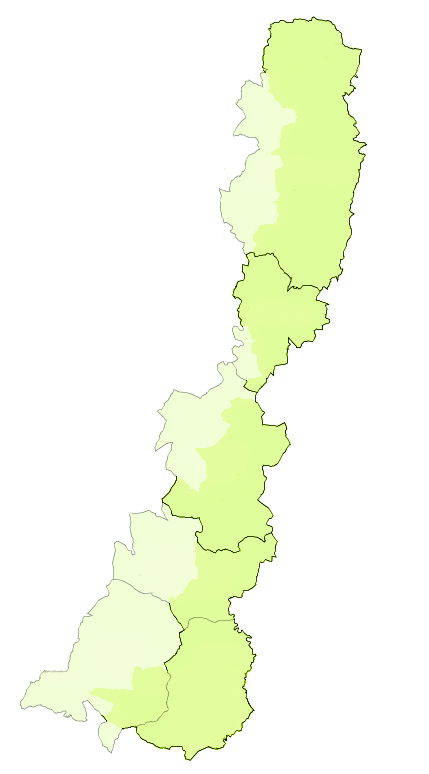
Mapa de les zones de parla catalana dins la Franja de Ponent, amb respecte a les comarques oficials (zones de color verd, més la resta de zones en verd més difuminat). La Llitera és la segona comarca començant pel Nord.

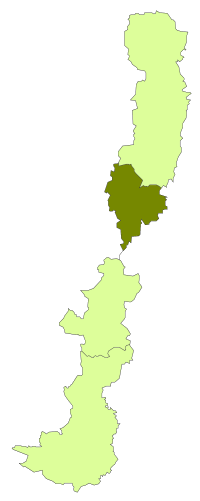
Situació de la Llitera en lo context de la Franja de Ponent (postura catalanista).

La comarca de la Llitera és una de les comarques catalanòfones de l'Aragó. Limita al nord amb la comarca de la Ribagorça, a l'est amb la Noguera i el Segrià, al sud amb la comarca del Baix Cinca, a l'oest amb la comarca del Cinca Mitjà i al nord-oest amb la comarca del Somontano de Barbastre.

## Història
Los reis aragonesos, que disposaven dels dominis del Comtat de Ribagorça a la riba del Riu Isàvena, de llengua catalana, van conquerir el seu territori seguint les riberes dels rius Éssera i Cinca en viles que incorporaren l'aragonès com a llengua, mentre que els comtes de Barcelona i Urgell vers lo 1056, conqueriren la riba de la Noguera Ribagorçana, i més tard los comtes d'Urgell i l'Orde del Temple conqueririen la Llitera, establint la frontera màxima del català a l'Aragó. La divisió provincial espanyola del 1833 va integrar la Llitera dins la província d'Osca, seguint uns criteris basats en la frontera-desert creada per la Guerra dels Segadors al segle xvii.

## Propostes comarcals aplicades
Trobem, com és lo cas de totes les comarques que conformen la Franja de Ponent (això és, que formen part de les comunitats de l'Aragó on se parla el català), diferents postures pel que fa al referent d'este topònim. En lo cas de la Llitera, n'hi ha dos:
1. La postura oficial, que inclou los 14 municipis indicats a sota.
2. La postura catalana, que designa com a Llitera la part lingüísticament catalana de la comarca oficial de la Llitera.

Per traçar els límits de la Llitera catalana cal tenir en compte que:
- Hi ha municipis que comprenen localitats pertanyents a diferents sistemes lingüístics. Este és lo cas del municipi de Sanui i Alins, del qual se considera catalanòfon Sanui i aragonòfon Alins.
- Hi ha localitats de formació recent, mitjançant immigrants de diferents indrets d'Espanya als anys seixanta, que no tenen definida encara una llengua vehicular (o, més aviat, no pot assegurar-se si esta és lo català o el castellà). Pel que fa a esta qüestió, lo municipi de Vensilló, així com alguns nuclis o masos del municipi d'Esplucs, podrien ser catalogats de predomini lingüístic català.

## Municipis

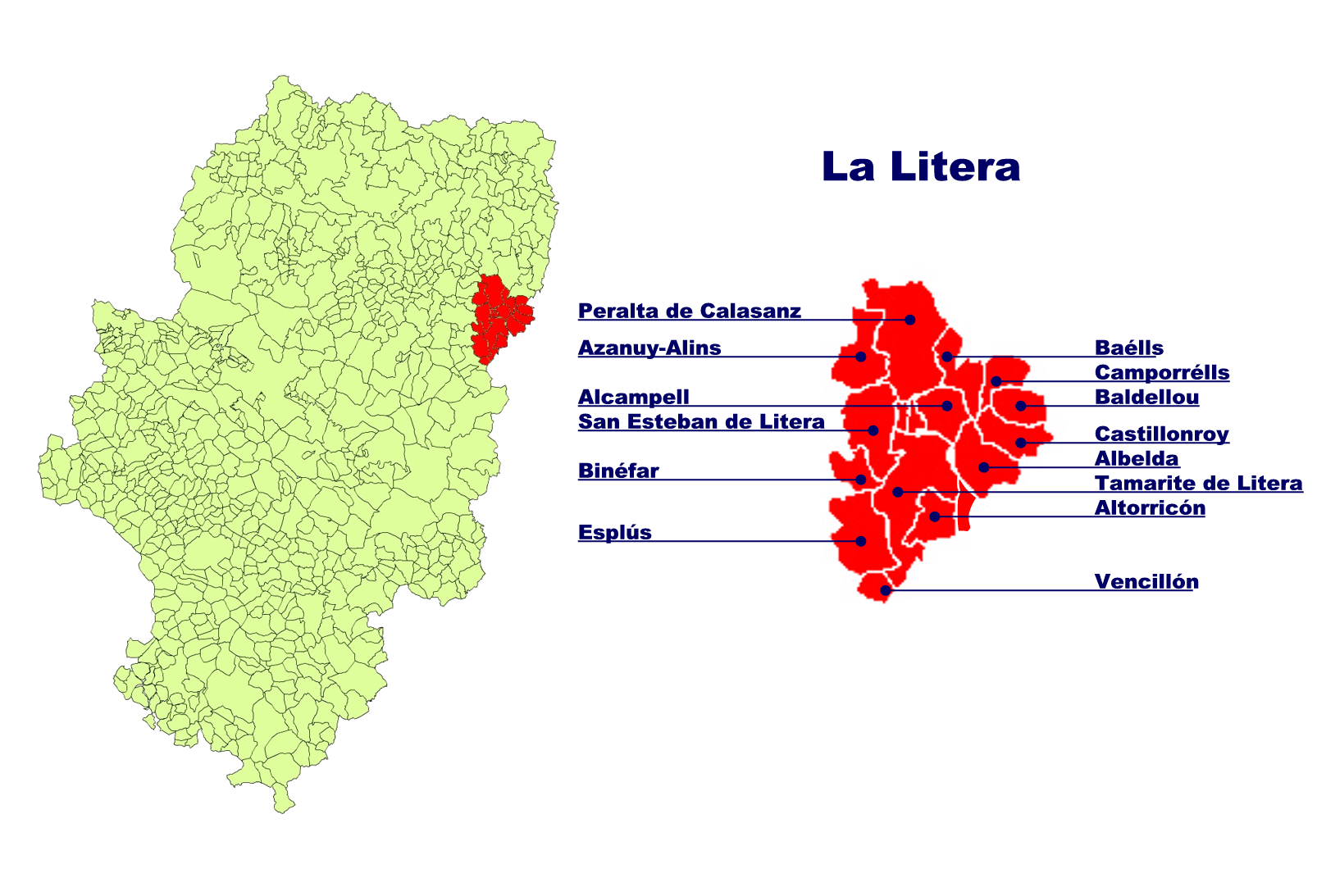
Municipis de La Llitera

| |          |          |          |
| \| Municipi \| Població \| Extensió \| Densitat \| \| ---------------------- \| -------- \| -------- \| -------- \| \| Albelda \| 875 \| 52,04 \| 16,81 \| \| Baells \| 129 \| 39,98 \| 3,23 \| \| Binèfar \| 9.048 \| 25,1 \| 360,48 \| \| Campell, el \| 821 \| 58 \| 14,16 \| \| Camporrells \| 219 \| 26,54 \| 8,25 \| \| Castellonroi \| 382 \| 37,62 \| 10,79 \| \| Esplucs \| 731 \| 68,36 \| 10,15 \| \| Peralta i Calassanç \| 252 \| 115 \| 2,19 \| \| Sant Esteve de Llitera \| 497 \| 72,15 \| 6,89 \| \| Sanui i Alins \| 178 \| 51,04 \| 3,49 \| \| Tamarit de Llitera \| 3.703 \| 110,6 \| 33,48 \| \| Torricó, el \| 1.457 \| 32,42 \| 44,94 \| \| Valldellou \| 117 \| 30,53 \| 3,83 \| \| Vensilló \| 458 \| 15,20 \| 30,13 \| \| Total \| 18.867 \| 630,58 \| 29,92 \| |          |          |          |
| Municipi | Població | Extensió | Densitat |
| Albelda | 875      | 52,04    | 16,81    |
| Baells | 129      | 39,98    | 3,23     |
| Binèfar | 9.048    | 25,1     | 360,48   |
| Campell, el | 821      | 58       | 14,16    |
| Camporrells | 219      | 26,54    | 8,25     |
| Castellonroi | 382      | 37,62    | 10,79    |
| Esplucs | 731      | 68,36    | 10,15    |
| Peralta i Calassanç | 252      | 115      | 2,19     |
| Sant Esteve de Llitera | 497      | 72,15    | 6,89     |
| Sanui i Alins | 178      | 51,04    | 3,49     |
| Tamarit de Llitera | 3.703    | 110,6    | 33,48    |
| Torricó, el | 1.457    | 32,42    | 44,94    |
| Valldellou | 117      | 30,53    | 3,83     |
| Vensilló | 458      | 15,20    | 30,13    |
| Total | 18.867   | 630,58   | 29,92    |